# Вронський Олександр
Отець Олекса́ндр Вро́нський — настоятель луцької парафії Преподобного Іова Почаївського (з 2014 року), військовий капелан.

## Життєпис
Виріс у селі Марковичі Локачинського району. В 1990-х роках почали повертати до життя закриті силоміць храми, його батько одним із перших на Волині взявся за цю справу. Тож у Марковичах відновили церкву, малий Сашко там прислужував. Згодом вчився у духовній семінарії; 2005 року прийняв сан священика, служив у селі Гайове на Ківерцівщині.
Депутат Ківерцівської районної ради, прихильник ВО «Свобода». Напередодні розстрілу Майдану 20лютого  2014 року із свободівцями був в епіцентрі протистояння та бачив вчинки правоохоронців.
Після анексії Криму був серед перших, хто прийшов до військкомату, його записали, однак до команди мобілізованих не потрапив. Від липня 2014 року відбув для здійснення волонтерської діяльності в зоні проведення бойових дій. Регулярно їздить на ротації, також збирає та доставляє гуманітарну допомогу для військовиків й мирного населення. Зокрема, у березні 2018 року священики відвідали школи та будинки дитячої творчості у Волновасі, Красногорівці, Мар'їнці, Красногорівці, передали дітям теплий одяг, іграшки, гостинці.
У 2014 році Олександр Вронський очолив парафію преп. Іова Почаївського у м. ЛУцьк, а чин заснування храму митрополит Луцький і Волинський Михаїл здійснив у лютому 2015 р. Новий типовий храм побудовано у 2022 році, під керіництвом Вронського.

## Нагороди
- відзнака Президента України «За гуманітарну участь в антитерористичній операції» (квітень 2018)
- нагорода конкурсу «Люди року — 2017. Волинь у рамках загальнонаціональної програми „Люди ХХІ століття“» «Герой року»: «за постійну духовну опіку над захисниками України та волонтерську діяльність».